# بيدرو بيغاس
بيدرو بيغاس ريغو (بالإسبانية: Pedro Bigas Rigo)‏ (مواليد 15 مايو 1990 - بالما دي ميورقة ، إسبانيا) لاعب كرة قدم إسباني ، يلعب في مركزي قلب الدفاع والظهير الأيسر ، ويلعب حاليًا لنادي لاس بالماس الإسباني.

## روابط خارجية
- بيدرو بيغاس على موقع قاعدة بيانات كرة القدم.إي يو (الإنجليزية)
- بيدرو بيغاس على موقع Soccerbase.com (لاعب) (الإنجليزية)
- بيدرو بيغاس على موقع Soccerway.com (الإنجليزية)
- بيدرو بيغاس على موقع عالم كرة القدم.نت (الإنجليزية)
- بيدرو بيغاس على موقع AS.com (الإسبانية)